# Серпневе 1
46°18′10″ пн. ш. 29°1′22″ сх. д. / 46.30278° пн. ш. 29.02278° сх. д.
Серпне́ве 1 — пункт пропуску через державний кордон України на кордоні з Молдовою.
Розташований в Одеській області, Болградський район, у селищі міського типу Серпневе на автошляху Т 1627. Із молдовського боку розташований пункт пропуску «Басараб'яска» у місті Бессарабка, Бессарабський район, на автошляху R3 у напрямку Чимішлії.
Вид пункту пропуску — автомобільний. Статус пункту пропуску — міжнародний.
Характер перевезень — пасажирський, вантажний.
Окрім радіологічного, митного та прикордонного контролю, пункт пропуску «Серпневе 1» може здійснювати фітосанітарний та ветеринарний контроль.
Пункт пропуску «Серпневе 1» входить до складу митного посту «Білгород-Дністровський» Південної митниці. Код пункту контролю — 50008 24 00 (11).